# Петрос (печера)
Петрос (також відома як Печера під Петросом або Петрос-1) — печера, що знаходиться в Рахівському р-ні, Закарпатської області. Вхід розташований на південно-східному схилі гори Петрос (хребет Чорногора). Печера має два вхідних отвори. Основний (Петрос — 1) має параметри: 0,85 м на 0,5 м, є легко помітним та доступним. Другий (Петрос — 2) лежить на 2,5 м нижче рівня першого, його розміри малі 0,3 м на 0,4 м, важкий для проходження.
Довжина печери Петрос становить 185,8 м, а її максимальна глибина від рівня входу до найглибшої точки — 27,5 м. Об'єм підземної порожнини становить близько 6615 м³., площа стін дорівнює 980 м², середній діаметр ходу 1,3 м. Печера лежить на висоті 1902 м.

## Геологія
За карстовим районуванням печера належить до Тячівського карстового району. Печера є тектонічним розломом у пісковиках. Зі зміною глибини породи не міняються. Напрями поширення тріщин та основних ходів йдуть по розлому та мають поширення з північного заходу на південний схід, тобто перпендикулярно до площини схилу. В самі порожнині багато обвалів та зміщених кам'яних брил, зрідка трапляються й гладкі монолітні ділянки. На всьому відрізку печери багато «живого» небезпечного каміння, що може зміститися у будь-який момент. Дно вкрите товщею глини, подекуди грубоуламковими відкладами пісковиків.

## Фауна печери
У межах всієї печери притулок знайшли безліч комах, жуків, метеликів. Виявлено волохокрилих комах, нічних метеликів Noctuidae і Catocalinae, метелики п'ядуни зимові (Operophtera brumata), а також комахи ряду Двохвости (Diplura). А також представники рукокрилих Нічниця велика (Myotis myotis).